# Millard Meiss
Millard Meiss (Cincinnati, 25 maart 1904 - Princeton (New Jersey), 12 juni 1975) was een  Amerikaanse historicus gespecialiseerd in de schilderkunst van de late middeleeuwen en de vroege renaissance. 

## Leven en werk
Hij studeerde architectuur aan de universiteit van Princeton, waar hij afstudeerde in 1926. Omdat zijn vader zijn verdere studies niet wou bekostigen, ging hij aan de slag als opzichter in de bouw in New York om zijn studies kunstgeschiedenis aan de Harvard-universiteit te bekostigen. Hij trad in het huwelijk en verhuisde naar New York, waar hij zijn studies van de middeleeuwse en renaissance schilderkunst verder zette aan de universiteit van New York. In zijn masterscriptie die gepubliceerd werd in The Art Bulletin in 1931, behandelde hij Ugolino Lorenzetti. Hij behaalde zijn doctoraat in 1933 met een dissertatie over Francesco Traini, een Italiaans schilder uit de 14e eeuw.
Vanaf 1934 ging hij les geven aan de Columbia-universiteit, waar hij zou blijven tot in 1953. In die periode was hij beheerder bij het Museum of Modern Art in New York en na de Tweede Wereldoorlog werd hij benoemd tot voorzitter van het Amerikaanse Comité voor de restauratie van de Italiaanse monumenten. Van 1940 en 1942 was hij redacteur bij de Bulletin of Art. 
In 1951 publiceerde hij zijn eerste boek: Painting in Florence and Siena After the Black Death, waarin hij de evolutie van de schilderkunst koppelde aan de sociale en economische omstandigheden veroorzaakt door de pest in het Italië van de 14e eeuw.
In 1953 verliet hij de Columbia-universiteit en werd hoogleraar aan Harvard, waar hij kunstgeschiedenis ging doceren en benoemd werd tot curator aan het Fogg Art Museum. In 1958 verliet hij Harvard om professor te worden aan het Institute for Advanced Study aan de Princeton-universiteit, leerstoel die vacant was gekomen nadat zijn vroegere leraar Erwin Panofsky, op rust was gegaan.
Vanaf de jaren 1960 ging hij zich toeleggen op de studie van de boekverluchting. Het eerste deel van zijn studie over deze materie, de French Painting in the Time of Jean de Berry werd gepubliceerd in 1967. Het derde deel werd gepubliceerd in 1974 
In 1962 publiceerde hij samen met Leonetto Tintori, The Painting of The Life of St. Francis of Assisi, dat innoverend was door het gebruik van technisch bewijsmateriaal. 
Na de catastrofale overstromingen die Florence troffen in 1966 werd hij benoemd tot voorzitter van de commissie die werd opgericht om de schade aan kunstwerken en fresco's in de getroffen gebouwen te herstellen.
Meiss was lid van the American Academy of Arts, the American Philosphical Society, the British Academy, en verschillende Franse en Italiaanse associaties.

## Publicaties
Hierbij een lijst met een deel van de publicaties van Millard Meiss.
- Masterscriptie: Ugolino Lorenzetti. New York University, 1930, Art Bulletin 13 (September 1931): 376-97.
- Doctoraatsthesis: The problem of  Francesco Traini. New York University, 1933, Art Bulletin 15 (June 1933) : 96-173.
- Italian style in Catalonia and a fourtheenth century catalan workshop, 1941.
- Painting in Florence and Siena after the Black Death: The Arts, Religion and Society in the Mid-Fourteenth Century, Princeton University Press, 1951
- Andrea Mantegna as Illuminator: An Episode in Renaissance Art, Humanism and Diplomacy, Columbia University Press, 1957
- Giotto and Assisi, New York University Press, 1960
- The Painting of The Life of St. Francis of Assisi: with Notes on the Arena Chapel, 1962
- The Great Age Of  Fresco: Discoveries, Recoveries, and Survivals, G. Braziller in association with the Metropolitan Museum of Art, 1970
- French Painting In The Time Of Jean De Berry, Vol. I., The Late Fourteenth Century And The Patronage Of The Duke, 1967
- French Painting In The Time Of Jean De Berry, Vol. 1I., The Boucicaut Master, 1969
- French Painting In The Time Of Jean De Berry, Vol. III., The Limbourgs And Their Contemporaries, 1974
- The Master Of The Breviary Of Jean Sans Peur And The Limbourgs, Oxford University Press for the British Academy, 1971
- The Visconti Hours: National Library, Florence, George Braziller, 1972
- The Belles Heures of Jean, Duke of Berry, George Braziller, 1974
- The Rohan Master a Book of Hours, George Braziller, 1974
- The Painter's Choice: Problems in the Interpretation of Renaissance Art, New York: Harper & Row, 1976